# المواقف السياسية
المواقف السياسية، والمعروفة  أيضاً بالابهار السياسي (من فكرة الأداء أمام الحشود في المدرجات)، والمسرح السياسي، أو "كابوكي"  هو استخدام الكلام أو الأفعال للحصول على الدعم السياسي من خلال الدعوات العاطفية . وينطبق هذا بشكل خاص على النداءات التي يُنظر إليها على أنها جوفاء أو تفتقر إلى الجوهر السياسي أو الإقتصادي، أو على النداءات السطحية التي قد لا تعكس الأيديولوجية الحقيقية للشخص أو تفضيلاته السياسية.

## الوصف
تتضمن السياسة، من بين جوانب أخرى، استخدام الاتصالات للتوفيق بين الاختلافات، وإقناع المواطنين، والتوصل إلى قرارات بشأن الحكم أو النظام الاجتماعي. في حين أن التحدث أمام الجمهور وأشكال الاتصال الأخرى يعد جزءًا من النشاط السياسي، فإن التحدث الذي يُنظر إليه على أنه يشير بشكل سطحي إلى المواقف دون التأثير بشكل جوهري على السياسات أو الهياكل الحكومية غالبًا ما يتم انتقاده
قد تشجع وسائل الإعلام الإخبارية أو تساهم في المواقف السياسية أو الابهار السياسي من خلال تقديم خطابات السياسيين أو العروض الأخرى لناخبيهم. ويبدو أن السياسيين المنتخبين يستخدمون الخطب التي لا تتعلق بشكل مباشر بالتشريع كفرصة لتقديم الصورة المفضلة لديهم. على سبيل المثال، توصلت إحدى الدراسات التي أجراها كونغرس الولايات المتحدة إلى أن طول الجلسات قد زاد منذ إدخال التغطية التلفزيونية المباشرة. وتتضمن الخطب التي يتم بثها ما يسميه مؤلفو الدراسة "حملات إعلانية مقنعة للفوز بعقد الإنتاج من الدوائر الانتخابية [للسياسيين]”.
ويمكن رؤية المواقف ليس فقط في الخطاب السياسي ولكن أيضًا في الإجراءات التشريعية أو تنفيذ القانون أو غيرها من الإجراءات الرسمية التي يتم اتخاذها ليس على أساس فعاليتها، ولكن من أجل تقليل أو صرف الانتقادات الموجهة إلى المسؤولين العموميين. من الشائع أن يتفاعل الناس عاطفيًا وليس عقلانيًا مع الأزمات أو الجدل.ويبدوا أن السياسين المنتخبين يستخدمون الخطب التي لاتتعلق بشكل مباشر بالتشريع كفرصة لتقديم الصورة المفضله لديهم على سبيل المثال ، توصلت إحدى الدراسات التي أجراها كونغرس الولايات المتحدة إلى أن طول الجلسات قد زاد
منذ إدخال التغطية التلفزيونية المباشرة. وتتضمن الخطب التي يتم بثها مايسميه مؤلفو الدراسه "حملات إعلانية مقنعة للفوز بعقد الإنتاج من الدوائر الإنتخابية [للسياسيين]”.
يمكن رؤية المواقف ليس فقط في الخطاب السياسي ولكن ايضاً في الإجراءات التشريعية أو إنفاذ القانون أو غيرها من الإجراءات الرسمية التي يتم اتخاذها ليس على أساس فعاليتها، ولكن من أجل تقليل أو صرف الإنتقادات الموجة إلى المسؤولين العموميين.[5] من الشائع أن يتفاعل الناس عاطفياً وليس عقلانياً مع الأزمات أو الجدل. رداً على ذلك، قد يقوم الناشطون السياسيون بإجراءات واضحة ولكنها سطحية، حيث يسهل فهمها أو رؤيتها نسبياً، وقد تلبي الإستجابات العاطفية مثل الغضب أو الخوف بسرعة أكبر مما قد يكون ضرورياً للإستجابات الموضوعية المتنمقة. إذا كان بإمكان الفاعل السياسي أن ينسب الفضل إلى الإستجابة السريعة، وإذا كانت الإستجابات الإكثر فعالية أقل إحتمالاً لكسب الدعم على المدى القصير، فقد تكون هناك ضغوط لصالح المواقف السياسية.[5]
يستخدم جاستن توسي وبراندون وارمكي مصطلح العظمة الأخلاقيه لوصف سلوك مماثل حيث يبالغ الناس بالعواطف والأراء في منتدى عام من اجل الحصول على مكانه إجتماعية وخاصةً بين الأشخاص الذين يتفقون معهم. ويمكن أن يشمل ذلك أيضاً التشهير العلني ، والتخلي عن الفروق الدقيقه والسياق ، وعقلية الغوغاء المتمثلة في التهم الملفقه والغضب المفرط ، لاحظ جوناثان هايدت وتوبياس روز ستوكويل أن هذا يحدث على وسائل التواصل الاجتماعي. 

## الضرر المحتمل
في الأنظمة السياسية التمثيلية قد يتم الضغط على القادة المنتخبينلاتخاذ إجراءات واضحة للغاية من أجل جذب الناخبين أو التأثير على الرأي العام لصالحهم. .  إن القلق بشأن إعادة الانتخاب أو الشعبية قد يدفع القادة السياسيين إلى التصرف بطرقتجعل المعلومات المتاحة أو الأيديولوجية السياسية السائدة ليست أفضل مسار للعمل. قد تكون لمثل هذه المواقف السياسية قيمة إيجابية على المدى القصير بالنسبة للأفراد السياسيين، ولكن لها عواقب سلبية على المجتمع على المدى المتوسط أو البعيد . يمكن وضع هياكل سياسية مختلفة، مثل الفصل بين السلطات أو المراجعة القضائية، لتخفيف الضرر الناجم عن المواقف السياسية. ومع ذلك، في بعض الحالات، قد تسمح هذه الهياكل بمزيد من المواقف السياسية من خلال حماية السياسيين من العواقب السلبية المحتملة. 
وبطريقة مماثلة، قد يستخدم الممثلون المنتخبون الخطب أو أصوات اللجان أو أي إجراء سياسي آخر للترويج  لأنفسهم عند الناخبين أو مجموعات المصالح مثل جماعات الضغط أو المانحين السياسيين ، وأحيانًا بطرق تضر بعملية الحكم. 

## كابوكي
كابوكي هو مصطلح يستخدمه النقاد السياسيون الامريكيون كمرادف للمواقف السياسية  وقد اكتسبت هذا المعنى المهين بعد مفاوضات معاهدة وقت السلم الطويلة بين الولايات المتحدة واليابان والتي امتدت حتى عام 1960، ولأن اليابان، في محاولة "للتخلص من صورتها باعتبارها لصًا عالميًا"، أرسلت جولات مسرح الكابوكي إلى الولايات المتحدة بعدالحرب العالمية الثانية لزرع بذور حسن النية.  ظهرت لأول مرة مطبوعة عام 1961 في صحيفة لوس أنجلوس تايمز في مقال كتبه هنري جيه تايلور .  وفي المملكة المتحدة ، قد يشير المحللون والمعلقون الى ظاهرة مماثلة باسم المسرح السياسي . 
في الاستخدام الإنجليزي الشائع ، رقصة الكابوكي، وأيضًا مسرحية الكابوكي،  هي نشاط أو دراما يتم تنفيذها في الحياة الواقعية بطريقة يمكن التنبؤ بها أو منمقة، تذكرنا بأسلوب الكابوكي في المسرح الياباني .    ويشير الى حدث تم تصميمه لخلق مظهر الصراع او نتيجة غير مؤكده في حين ان الجهات الفاعلة قد عملت معاً بتحديد النتيجة مسبقاً . على سبيل المثال إستخدم توم بروكاو هذا المصطلح لوصف المؤتمرات السياسية للحزب الديمقراطي الأمريكي والحزب الجمهوري الأمريكي ،  والتي تزعم انها سباق تنافسي لتسمية المرشحين للرئاسة، ولكن في الواقع فان المرشحين معروفون مسبقاً.
مثال أحدث لاستخدام هذه العبارة من قبل وسائل الإعلام الشعبية في مقال نشرته صحيفة وول ستريت جورنال حول جلسة الاستماع لترشيح المحكمة العليا للقاضية سونيا سوتومايور.  كما استخدمت النائبة روزا ديلاورو، وهي عضوة ديمقراطية في مجلس النواب الأمريكي عن ولاية كونيتيكت، هذا المصطلح للإشارة إلى جهود الحزب الجمهوري لإلغاء قانون إصلاح الرعاية الصحية لعام 2010، حيث قال للصحفيين، "إنها رقصة كابوكي. حقيقة
الأمر هو أننا لن نلغيها." 

## البيان السياسي السري
في المواقف التي تكون فيها حرية التعبير أو الوصول إلى الأماكن العامة محدودة، كما هو الحال من قبل الحكومات الاستبدادية أو غيرها من القوى القمعية ، قد تتخذ المواقف السياسية اشكالا سرية، مثل التعبيرات الدينية او الفنية.  في بعض الاماكن تقوم السلطات الحكومية بقمع العمل السياسي.  وتوفر الكنيسة أو المؤسسات الدينية موقعا بديلا للناس للتعبير عن استيائهم من مجتمعهم، على سبيل المثال: عن طريق تجنب الشر بدلا من تحدي سلطات الدولة بشكل علني.  وبالمثل، يمكن للدراما السياسية أو غيرها من الفنون المسيسة أن يساعد على الاحتجاج أو نشر الأفكار في دعم المواقف أو السلطات السياسية.  استخدام مثل هذه الرسائل المبطنة في بعض الأحيان ينظر اليه بشكل سلبي، على أنه دعاية متلاعبة، ولكن يمكن اعتباره ايضا محايدا او ايجابيا. 

## أنظر أيضا
•تأثير وسائط الإعلام الجماهيري.
• ارضيه أخلاقية عالية.
•الحملة السياسية.
•مجمع سياسي إعلامي.
•استخدام وسائل التواصل الاجتماعية في السياسة.